# 內村鑑三
内村鑑三（日语：／ Uchimura Kanzō，1861年3月26日—1930年3月28日）是日本明治及大正時代的作家、基督徒和傳教士。提倡以基於福音主義與自身對社會的批判的無教會主義。

## 早年生活
內村鑑三出生於江戶。內村自幼顯露其語言天分，自11歲便開始學習英語。1877年，內村進入札幌農學校（即今北海道大學），日本一間以英文為主要授課語言的學校。
在內村進入該校就學前，威廉·史密斯·克拉克，一個畢業於安默斯特學院的外籍講師，一直向日本政府申請成立札幌農學校。而他最初成立札幌農學校的主要用途是傳授農業科技。克拉克是一個致力於通過聖經班傳受基督教領袖的基督教傳教士。他的所有學生都發誓成為「耶穌的公約的信徒」，他們也答應自己繼續學習聖經，用最大的努力履行在他們的生活裡。克拉克在創校一年後回到美國。由於内村鑑三受到克拉克的影響，決定留下跟他學習。在先輩的壓力下，内村鑑三在他一年級時簽了約並在1878年時，即他16歲那年接受了衛理宗的洗禮。
由於他不滿意教會的使命及立場，內村和他的日本朋友合力在札幌建立一間獨立教會。其當實驗性質的教會後演變至今日為人熟悉的無教會主義。通過克拉克對他的教誨，這一小群人相信他們能獨立實踐基督教信念，不依賴任何機構或神職人員。

## 海外生涯
內村鑑三啟程前往美國不久後，在1884年有一次不愉快的婚姻。他在美國初相識的好友是貴格會成員莫里斯先生和太太。他倆當時在賓夕法尼亞州幫忙他找工作。而逐漸受貴格會的影響而認同和平主義。
內村曾在賓夕法尼亞州艾恩一所精神病醫院工作了8個月。但他厭倦緊張的工作而辭職，並於在1885年9月到新英格蘭到安默斯特學院求學。求學期間，安默斯特學院的校長成了他的精神導師，並鼓勵他進入哈特福德神學院就讀。在完成他的第二個本科學位後，他進入了哈特福德神學院，但在一個學期後，便對神學教育失望。他於1888年回到日本。

## 日本基督教領袖
內村返回日本後成為教師，但因和控制了學校的當局或外國傳教團體有不妥協的立場而被解僱或被迫辭職。他最有名的不妥協事件，是他在舊制第一高等學校的一次正式儀式拒不低頭（即不偶像崇拜）明治天皇畫像和《教育敕語》。由於他的宗教信仰不符合日本的教學理念，他又轉向為大眾報紙《萬朝報》創作，成為專欄作家。內村的名氣使他成為受歡迎的專欄作家。他又曾抗議現代日本的第一次工業污染案件足尾礦毒事件。